# Ruciane-Nida Zachód
Ruciane-Nida Zachód – przystanek osobowy w Rucianem-Nidzie, w dzielnicy Nida, gminie Ruciane-Nida, powiecie piskim, województwie warmińsko-mazurskim, w Polsce.

## Ruch pasażerski
| Rok  | Wymiana pasażerska na dobę |
| ---- | -------------------------- |
| 2017 | 20-29                      |
| 2022 | 50-99                      |

W lutym 2007 zawieszono ruch pociągów na tej trasie. W czerwcu 2008 ruch pociągów został przywrócony.
W rozkładzie jazdy pociągów 2019/2020, od lipca 2020 roku założono postoje pociągów PKP Intercity SA w relacjach docelowych do stacji: Białystok, Gdynia Główna i Szczecin Główny.